# Christian Ritter (Autor)
Christian Ritter (* 1983 in Bad Mergentheim) ist deutscher Slam-Poet sowie Veranstalter und Moderator von Poetry-Slam-Veranstaltungen. Er lebt derzeit in Berlin.

## Leben
Christian Ritter wuchs in Lauda-Königshofen im Taubertal auf. Von 2005 bis 2010 studierte er an der Otto-Friedrich-Universität Bamberg Germanistik, Journalistik und Europäische Ethnologie. 2016 verlagerte er seinen Hauptwohnsitz nach Berlin.
Ritter ist seit 2005 Veranstalter und Moderator des Poetry Slams in Würzburg, seit 2010 auch Veranstalter und Moderator des Poetry Slams in Bamberg. Zusammen mit Clara Nielsen und Max Kennel gehörte er zur Stammbesetzung der Lesebühne Bube Dame Ritter (2010–2013). Inzwischen ist Ritter Mitglied der Berliner Lesebühne Zentralkomitee Deluxe. Daneben tritt er regelmäßig bei anderen Lesebühnen, auf Poetry Slams, Comedybühnen, in Mixed Shows und mit Sololesungen auf.
Ritter hat von 2005 bis 2014 an jeder ausgetragenen deutschsprachigen Poetry-Slam-Meisterschaft teilgenommen. Bei den deutschsprachigen Poetry-Slam-Meisterschaften im Jahr 2009 erlangte er den zweiten Platz. 2018 gewann er gemeinsam mit Paul Bokowski den Erotikslam im Rahmenprogramm der Meisterschaften in Zürich.
Christian Ritter veröffentlichte mehrere Kurzgeschichtenbände und Romane. Sein erster Roman, "Dichter schlachten" (2012) spielt in der deutschsprachigen Slam-Szene, in der ein verdeckt ermittelnder Kommissar versucht, eine Mordserie an Jurymitgliedern aufzudecken. Im zweiten Roman "Die sanfte Entführung des Potsdamer Strumpfträgers" (2013) wird der Weg eines gescheiterten Wer-wird-Millionär-Kandidaten nachverfolgt, der aus Verzweiflung den Plan schmiedet, Günther Jauch zu entführen, um so doch noch an die angestrebte Million zu gelangen. Sämtliche Werke Ritters sind dem Genre der Satire zuzuordnen.

## Auszeichnungen
- 2007 Gewinner des Frankenslam in Nürnberg
- 2007 Kleinkunstpreis Goldener Zipfel
- 2008 Künstler des Jahres der Nürnberger Sophist-Group[5]
- 2009 Vize-Meister beim NRW Slam
- 2010 Bayerischer Meister beim ersten Bayernslam in Regensburg[6]
- 2011 Gewinner des Frankenslam in Fürth

## Veröffentlichungen
- 2006 Weiter oben – Gutentaggeschichten, Peter Hellmund Verlag, Würzburg ISBN 978-3-939103-01-1
- 2007 Halbneu, Kurzgeschichten, Peter Hellmund Verlag, Würzburg ISBN 978-3-939103-10-3
- 2009 Der Roman, in der Anthologie Signalstärke: hervorragend. Stellwerck Lesebuch 1, Stellwerck Verlag, Würzburg ISBN  978-3-941949-00-3
- 2011 Moderne Paare teilen sich die Frauenarbeit, Kurzgeschichten, Lektora Verlag, Paderborn ISBN 978-3-938470-61-9
- 2012 Dichter schlachten, Roman, Unsichtbar Verlag, Diedorf ISBN 978-3-942920-07-0
- 2013 Geschlechtsverkehr: Eine Einführung, Kurzgeschichten, Unsichtbar Verlag, Diedorf ISBN 3-942920-21-2
- 2013 Kopfhörer raus, das ist klausurrelevant, Hörbuch, Unsichtbar Verlag, Diedorf
- 2013 Die sanfte Entführung des Potsdamer Strumpfträgers, Roman, Heyne Verlag, München ISBN 978-3453410633
- 2014 Brummen, Minibuch, Unsichtbar Verlag, Diedorf ISBN 978-3-942920-40-7
- 2014 Die sanfte Entführung des Potsdamer Strumpfträgers, Hörbuch, Schall & Wahn
- 2015 Merkwürdige Dialoge, Unsichtbar Verlag, Diedorf ISBN 978-3-95791-029-5
- 2017 Die korrekte Anordnung der Tiere im Zoo, Unsichtbar Verlag, Diedorf, ISBN 978-3957910677
- 2019 Birgit und Berlin, Unsichtbar Verlag, Dietdorf, 2019, ISBN 978-3957910974
- 2022 Hoffentlich regnet es zu Hause, Satyr Verlag, Berlin, 2022, ISBN 978-3-947106-84-4